# Milan-San Remo 2010
Le 101e Milan-San Remo a eu lieu le 20 mars 2010. Il s'agit de la quatrième épreuve du calendrier mondial UCI 2010. L'Espagnol Óscar Freire (Rabobank) remporte Milan-San Remo pour la troisième fois de sa carrière.

## Présentation

### Participants

#### Équipes
L'organisteur RCS Sport a communiqué la liste des équipes invitées le 9 février 2010, en même temps que les invitations pour le Monte Paschi Strade Bianche et Tirreno-Adriatico. 25 équipes participent à ce Milan-San Remo - 17 équipes ProTour et 8 équipes continentales professionnelles : 
- équipes ProTour : Milram, Omega Pharma-Lotto, Quick Step, Saxo Bank, Caisse d'Épargne, Euskaltel-Euskadi, Lampre-Farnese Vini, Liquigas-Doimo, Astana, Rabobank, Garmin-Transitions, HTC-Columbia, RadioShack, AG2R La Mondiale, La Française des jeux, Sky, Katusha
- équipes continentales professionnelles : BMC Racing, BBox Bouygues Telecom, Acqua & Sapone, Serramenti PVC Diquigiovanni - Androni Giocattoli, CSF Group Navigare, Carmiooro-NGC, Cervélo TestTeam, ISD-Neri

Parmi les équipes ProTour, seule l'équipe Footon-Servetto n'est pas invitée.

#### Favoris
Les cinq vainqueurs des six éditions précédentes sont présents au départ de ce Milan-San Remo : Óscar Freire (2004 et 2007), Alessandro Petacchi (2005), Filippo Pozzato (2006), Fabian Cancellara (2008), Mark Cavendish (2009). Ces cinq coureurs, comme la plupart des autres favoris et les vainqueurs des dix derniers Milan-San Remo, ont participé à Tirreno-Adriatico la semaine précédente.
Le Belge Tom Boonen (Quick Step) est considéré comme le principal favori de cette course. Troisième en 2007, il a impressionné lors de Tirreno-Adriatico, dont il a remporté une étape. L'ancienne star du cyclisme italien et vainqueur de Milan-San Remo 2002 Mario Cipollini en fait son unique favori. Les autres favoris sont Edvald Boasson Hagen (Sky), Daniele Bennati (Liquigas-Doimo), tous deux également vainqueur d'étape de Tirreno-Adriatico, Filippo Pozzato (Katusha), Alessandro Petacchi (Lampre-Farnese Vini), Óscar Freire (Rabobank), Philippe Gilbert (Omega Pharma-Lotto), Fabian Cancellara (Saxo Bank) et Thor Hushovd (Cervélo TestTeam),,,.
Le tenant du titre Mark Cavendish (HTC-Columbia) semble en moins bonne forme qu'en 2009. Il n'a pas encore remporté de course en 2010 et a chuté lors de la dernière étape de Tirreno-Adriatico.
Heinrich Haussler (Cervélo TestTeam), deuxième derrière Cavendish en 2009, a déclaré forfait. Victime d'une chute lors du Tour de l'Algarve, il souffre du genou et n'est pas parvenu au terme de Paris-Nice. Lance Armstrong (RadioShack) déclare forfait à la veille de la course, souffrant d'une gastro-entérite.

### Parcours
Le parcours est identique à celui des éditions 2008 et 2009,,.

## Récit de la course
Trois hommes s’échappent très tôt. Il s'agit de Diego Caccia (ISD-Neri), Fabrice Piemontesi (Androni Giocattoli) et Daniele Ratto (Carmiooro-NGC). L’écart avec le peloton atteindra très vite les 18 minutes avant de chuter en flèche. L’ascension du Turchino sera un tournant de la course. Montée sous la pluie, le vent et le brouillard, le peloton se casse en deux, piégeant notamment Mark Cavendish (HTC-Columbia), Andy Schleck (Saxo Bank), Tyler Farrar (Garmin-Transitions), Damiano Cunego (Lampre-Farnese Vini) et Greg Van Avermaet (Omega Pharma-Lotto). Le premier peloton compte 81 coureurs, et le second 113. Le peloton des "piégés", mené par les HTC-Columbia, va alors tenter de combler son retard sur le peloton principal, emmené par les Liquigas-Doimo et les Saxo Bank. L’écart va augmenter jusqu’à la deuxième difficulté, le Manie, où les Columbia vont faire un travail remarquable pour ramener Mark Cavendish. À 65 km, les échappés sont repris et nous avons un peloton groupé.
Le peloton attaque les Capi et Maxime Bouet (AG2R La Mondiale) en profite pour s’extraire du peloton. Il est suivi par 6 coureurs : Dmytro Grabovskyy (ISD-Neri), Frank Høj (Saxo Bank), Jure Kocjan (Carmiooro-NGC), Roy Sentjens (Milram), Maxime Monfort (HTC-Columbia), Luca Mazzanti (Katusha) et Alan Perez Lazaun (Euskaltel-Euskadi). Maxime Bouet parvient à garder un écart sur ses 6 poursuivants, notamment grâce à leur mésentente. Grabovskyi voit que le groupe de poursuivants ne reviendra jamais et décide d’attaquer. Il revient sur Maxime Bouet, mais le français ne peut pas suivre le rythme.
Le peloton est nerveux avant d’entamer la Cipressa et revient assez vite sur l’homme de tête. Lorsque le peloton attaque la montée, tous les grands favoris sont bien placés à l’avant, sauf Mark Cavendish, qui reste à l’arrière et qui semble en difficulté, sans doute à cause de la cassure. Les équipes Liquigas-Doimo et les Katusha durcissent le rythme, notamment avec Valerio Agnoli et Franco Pellizotti pour l'équipe transalpine et Kim Kirchen de l'autre côté. Cavendish craque et ne reviendra pas. Dans la descente, Francesco Ginanni (Androni Giocattoli) accélère. Il est suivi par quatre coureurs qui seront vite repris. Le français Yoann Offredo (La Française des jeux) part alors. Personne ne peut suivre. Il compte une vingtaine de secondes d’avance sur un peloton constitué seulement d’une trentaine d’hommes.
Offredo entame l’ascension du Poggio, mais il est repris à deux kilomètres du sommet par le peloton emmené par Stefano Garzelli (Acqua & Sapone). Michael Rogers (HTC-Columbia) attaque alors, puis c'est au tour de Philippe Gilbert (Omega Pharma-Lotto) et Filippo Pozzato (Katusha). Mais personne ne peut creuser un véritable écart. Les coureurs abordent la descente groupé. Vincenzo Nibali (Liquigas-Doimo) accélère à son tour et emmène quelques coureurs avec lui. Ils seront repris. Mais Nibali n’en reste pas là et décide d’en remettre une couche. Il creuse cette fois ci, seul, un écart de quelques secondes, alors qu’il reste moins de trois kilomètres. Mais Pozzato attaque et rejoint son ancien équipier avant de le laisser sur place. Le coureur de la Katusha sera une nouvelle fois repris. On s’oriente alors vers un sprint massif. Daniel Oss emmène son leader Daniele Bennati (Liquigas-Doimo) dans sa roue, suivit d’Óscar Freire (Rabobank) et de Tom Boonen (Quick Step). Il lance le sprint à 350 m de la ligne et se fait facilement dépasser par l'Espagnol qui survole ce sprint. Boonen ne peut rien faire et ne peut même pas accrocher la roue du triple champion du monde, qui remporte pour la troisième fois de sa carrière Milan-San Remo. Alessandro Petacchi (Lampre-Farnese Vini) se classe 3e, devant le surprenant Sacha Modolo (Colnago-CSF Inox) et Daniele Bennati.

## Classement final
|    | Cycliste            | Pays       | Équipe              |    | Temps           |
| -- | ------------------- | ---------- | ------------------- | -- | --------------- |
| 1  | Óscar Freire        | Espagne    | Rabobank            | en | 6 h 57 min 28 s |
| 2  | Tom Boonen          | Belgique   | Quick Step          | +  | m.t.            |
| 3  | Alessandro Petacchi | Italie     | Lampre-Farnese Vini |    | m.t.            |
| 4  | Sacha Modolo        | Italie     | Colnago-CSF Inox    |    | m.t.            |
| 5  | Daniele Bennati     | Italie     | Liquigas-Doimo      |    | m.t.            |
| 6  | Thor Hushovd        | Norvège    | Cervélo Test Team   |    | m.t.            |
| 7  | Francesco Ginanni   | Italie     | Androni Giocattoli  |    | m.t.            |
| 8  | Maxim Iglinskiy     | Kazakhstan | Astana              |    | m.t.            |
| 9  | Philippe Gilbert    | Belgique   | Omega Pharma-Lotto  |    | m.t.            |
| 10 | Luca Paolini        | Italie     | Acqua & Sapone      |    | m.t.            |

## Points UCI
| #  | Coureur             | Équipe | Points |
| -- | ------------------- | ------ | ------ |
| 1  | Óscar Freire        | RAB    | 100    |
| 2  | Tom Boonen          | QST    | 80     |
| 3  | Alessandro Petacchi | LAM    | 70     |
| 4  | Sacha Modolo        | CSF    | 60     |
| 5  | Daniele Bennati     | LIQ    | 50     |
| 6  | Thor Hushovd        | CTT    | 40     |
| 7  | Francesco Ginanni   | AND    | 30     |
| 8  | Maxim Iglinskiy     | AST    | 20     |
| 9  | Philippe Gilbert    | OLO    | 10     |
| 10 | Luca Paolini        | ASA    | 4      |